# 단석초등학교 삼산분교
단석초등학교 삼산분교는 대한민국 경기도 양평군 양동면 삼산리에 있었던 초등학교이다.

## 연혁
- 1963년 10월 10일 단석국민학교 삼산분실 설립인가
- 1967년 3월 2일 단석국민학교 삼산분교 승격
- 1968년 12월 24일 삼산국민학교로 승격인가
- 1996년 3월 1일 삼산초등학교로 개칭
- 1999년 3월 1일 단석초등학교 삼산분교장으로 격하
- 2001년 8월 31일 양동초등학교로 통폐합